# ティサ川
ティサ川（ティサがわ、ウクライナ語: Тиса, スロバキア語: Tisa, セルビア語: Тиса, ハンガリー語: Tisza, ルーマニア語: Tisa, ドイツ語: Theiß）は、バルカン半島を流れるドナウ川の支流の一つ。全長997 km。流域面積は約157,000 km2。

## 概要

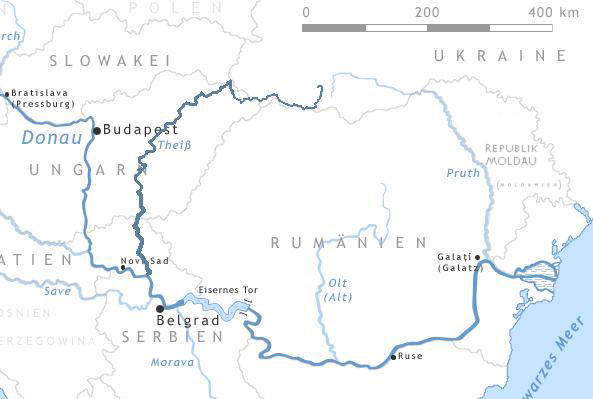
位置

流量の季節変化が顕著で、雪解け水などの影響によりしばしば洪水が起きる。1970年代にはハンガリーに洪水調整用の人造湖であるティサ湖が造られるなど、整備がすすめられ、灌漑利用などが進んでいる。
2000年1月、ルーマニア国内で金鉱山の鉱滓ダムが雪解け水の流入で崩壊。シアン化物や重金属を含む大量の土砂がティサ川へ流出し、環境汚染が深刻化したことがある。

## 地理・生態系
ウクライナ西部のカルパチア山脈に発し、フツーリシュチナからハンガリーのハンガリー大平原を南へ流れ、ティサウーイヴァーロシュでシャイオ川（ハンガリー語: Sajó、英語: Sajo river）と合流し、セルビアに入りベオグラードの北方約45 kmでドナウ川に合流する。
沿岸に氾濫原、河畔林、三日月湖が発達しており、中流部はプスタの中を流れ、その周辺はトカイワインの生産地である。川および周辺の湿地にはセイヨウハコヤナギ、ウォーターヴァイオレット、デンジソウおよび多くの種類のラン科の植物が生え、ウズラクイナ、ジョフロワホオヒゲコウモリ、コチョウザメ、マガン、ユーラシアカワウソ、タイリクシマドジョウ、クロヅル、ヨーロッパビーバー、ステップオナガネズミ、アオガン、セーカーハヤブサ、ヨーロッパハタリス、サンカノゴイ、ヘラサギ、シロハラチュウシャクシギ、カリガネ、カオジロオタテガモ、カタシロワシ、ヒメチョウゲンボウ、ノガン、ハイイロガン、ナベコウ、ホクオウクシイモリなどの動物が生息している。スロバキアの「ティサ川」、ハンガリーの「ティサ川上流部」、ボドログ川との合流点一帯、「ボルショディ＝メゼーシェーグ」、「プスタセル景観保護区」、「マールテーイ景観保護区」、セルビアの「コポヴォ塩類平原」、ベゲイ川との合流点一帯、ドナウ川との合流点一帯はラムサール条約登録地である。外来種としてはイタチハギ、トネリコバノカエデ、ヤナギバグミなどが挙げられる。